# Wolfgang Flür

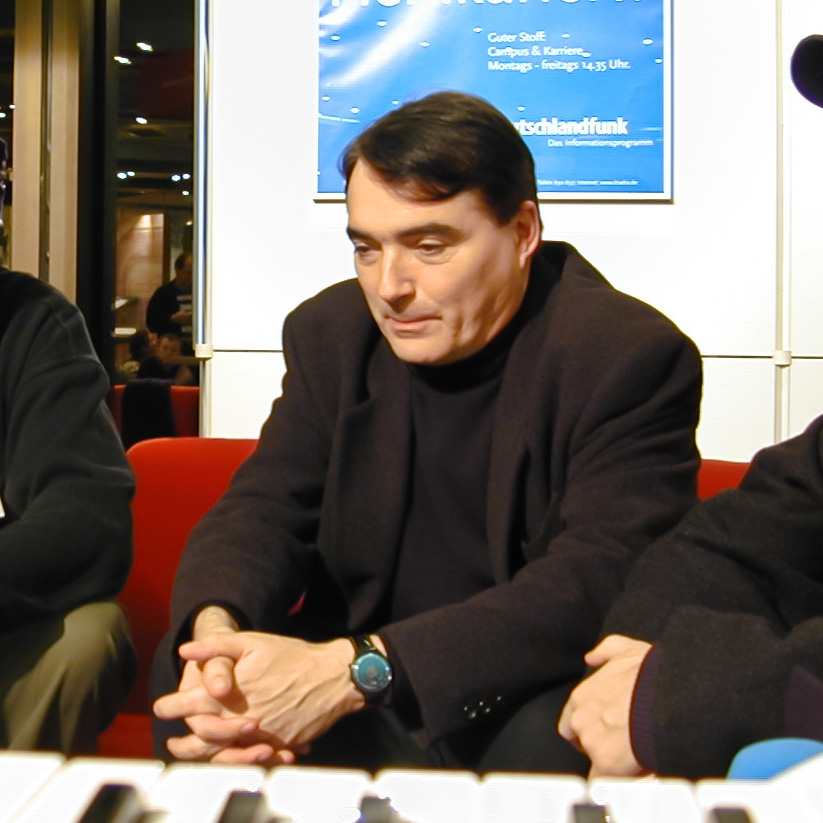
Wolfgang Flür als Gast im Deutschlandfunk, 1999

Wolfgang Flür (* 17. Juli 1947 in Frankfurt am Main) ist ein deutscher Musiker. Flür war Musiker und Schlagzeuger bei der Elektropopgruppe Kraftwerk (1973 bis 1986).

## Leben
Wolfgang Flür absolvierte eine Lehre als Bau- und Gerätetischler, studierte in Düsseldorf Innenarchitektur. Schon seit seiner Schulzeit hatte er als Schlagzeuger in verschiedenen Amateurbands gespielt, unter anderem zusammen mit Michael Rother bei Spirits of Sound. 1973 wurde Flür festes Mitglied bei Kraftwerk. Bei einem Kraftwerk-Auftritt in der ZDF-Sendung Aspekte im Oktober 1973 präsentierte er erstmals einer breiten Öffentlichkeit ein Elektroplattenschlagzeug. Er spielte das elektromechanische Gerät anschließend auf dem Kraftwerk-Album Autobahn (Kometenmelodie 2).
Beim Bau des Elektroplattenschlagzeug-Bretts kamen die Talente des Kraftwerk-Mitgründers Florian Schneider und die von Flür zusammen. Flür mit seinen handwerklichen Fähigkeiten konstruierte die Hardware: Er besorgte Zelluloid-Scheiben aus einer Kunststofffabrik in Moers, beschichtete damit die Oberseite der aus Holz gefertigten Kiste und nutzte Letraset-Buchstaben zur Beschriftung der einzelnen Tasten mit den Namen der zugeordneten Klänge. Das die Klänge generierende Innenleben dieses sehr frühen, möglicherweise des ersten Drum-Pads überhaupt, bestand aus der Farfisa-Rhythmusbox Rhythm 10. Schneiders Expertise floss bei der elektrischen Verbindung zwischen den einzelnen Pads und dem eigentlichen Klanggenerator ein. 1977 meldeten die Kraftwerk-Gründer Florian Schneider und Ralf Hütter das „ornamentale Design“ des Geräts in den USA zum Patent an, ohne Flür darüber zu informieren. Das führte später zu mehreren Rechtsstreitigkeiten.
Nach der Veröffentlichung von Electric Café 1986 verließ Flür Kraftwerk. 1993 gründete er Jamo, 1996 in Yamo umbenannt. 1997 kam Time Pie (mit den Mouse-on-Mars-Musikern Andi Toma und Jan St. Werner) heraus. Singleauskopplungen waren Guiding Ray und Stereomatic. Es folgte die CD-Maxi Musica Obscura mit weiteren Auskopplungen (Naked Japanese, Mosquito) und diversen Remixen.

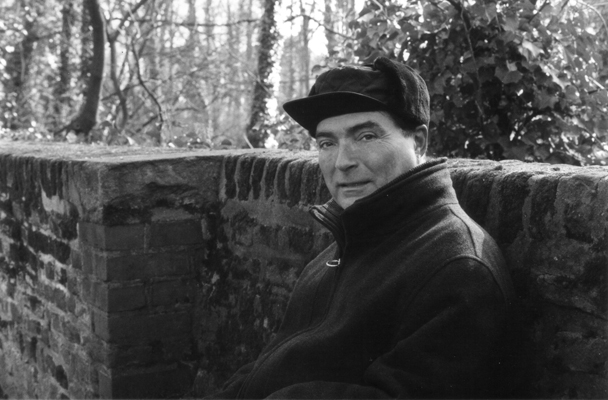
Wolfgang Flür, 2008

Im Herbst 1999 veröffentlichte Flür seine Autobiographie Kraftwerk – Ich war ein Roboter, deren Vertrieb kurz darauf durch seine früheren Kollegen Hütter, Schneider und Emil Schult per gerichtlicher Verfügung untersagt wurde. Mehrere Rechtsstreitigkeiten führten 2002 zu einer Einigung: 2004 erschien das überarbeitete und um mehrere Kapitel erweiterte Buch mit neuem Titel: Ich war ein ROBOTER – Electric Drummer bei Kraftwerk. 2005 brachte Flür I was A Robot heraus, ausschließlich auf Vinyl; der Titel erreichte Platz 6 der deutschen Club Charts. Im März 2005 sprach Flür beim Deutschen Dance Award die Laudatio für Best Indie Act und überreichte den Preis an die Gruppe Northern Lite. Auf derselben Veranstaltung kündigte Flür öffentlich die Versteigerung seiner Elektrospielstäbe sowie seines roten Kraftwerk-Roboterhemdes zu Gunsten eines Kinderhilfswerkes an.
2003 begann Wolfgang Flür mit seinem Programm Yamo Spektakel auf Tournee durch Deutschland zu reisen. Es handelt sich dabei um eine Mischung aus Lesung, Videoprojektionen und Musikperformances durch die Tänzerin Cindy Gunawan.
Am 16. Oktober 2015 veröffentlichte Wolfgang Flür sein erstes Soloalbum unter seinem eigenen Namen: Eloquence: Complete Works.
2021 wurde Wolfgang Flür als Mitglied des „klassischen Line Ups“ von Kraftwerk in die Rock and Roll Hall of Fame aufgenommen, in der Kategorie „Frühe Einflüsse“.
Am 4. März 2022 erschien Flürs zweites Soloalbum Magazine 1, für welches er mit Midge Ure (Ultravox), Peter Hook (Joy Division, New Order), Claudia Brücken (Propaganda), Juan Atkins, Carl Cox, MAPS, Anushka und U96 zusammenarbeitete.
Im Februar 2023 kündigte Flürs Mitarbeiter Peter Dugall in einem später gelöschten Tweet eine Kollaboration von Dugall und Flür mit Daft-Punk-Musiker Thomas Bangalter an. Über diese Zusammenarbeit sprach Flür auch im Blitzed Magazine, Ausgabe 7 vom 23. März 2023. In einem Interview, welches Flür am 13. Januar 2024 der Schweizer Zeitung Blick gab, kündigte Flür erneut die Mitwirkung Bangalters am kommenden Album an. Im Januar 2025 wurde der Erscheinungstermin, der Titel des Albums und eine Songliste veröffentlicht. Am 28. März 2025 erschien bei Strike Force Entertainment Music und zeitgleich bei Cherry Red Records in UK das Album Times, für welches Flür mit Künstlern wie Anthony Rother, Juan Atkins, Boris Blank (Yello), Peter Hook, U96, Peter Dugall und Emil Schult zusammenarbeitete. Zwei Tage nach Erscheinen des Albums wurde jedoch von der offiziellen Daft Punk Discord-Präsenz bekanntgegeben, dass es sich bei dem in den Album-Credits als „Thomas Vangarde“ gekennzeichnetem Co-Autor von zwei Titeln nicht um Bangalter handele und dieser an dem Album nicht beteiligt gewesen sei.
Wolfgang Flür ist verheiratet und lebt in Düsseldorf.

## Soloveröffentlichungen

### Singles
- 1993: Jamo „Little Child“
- 1997: Yamo „Stereomatic“
- 1997: Yamo „Guiding Ray“
- 1997: Yamo „Musica Obscura“
- 2004: Yamo „I Was A Robot“

### Alben
- 1997: Yamo „Time Pie“
- 2015: „Eloquence: Complete Works“
- 2020: Transhuman with U96
- 2022: Magazine 1
- 2025: Times

### Bücher
- 1999: „Kraftwerk – Ich war ein Roboter“ (Hannibal)
- 2004: „Ich war ein ROBOTER – Electric Drummer bei Kraftwerk“ (vgs egmont)
- 2009: „sonst nichts“ (Edition PaperONE, Leipzig)
- 2011: „neben mir“ (Schardt Verlag, Oldenburg)